# 1162 Larissa
1162 Larissa este o planetă minoră (asteroid), cu un diametru de 40,379 km, din centura de asteroizi. A fost descoperită pe 5 ianuarie 1930 la Observatorul Königstuhl de Karl Wilhelm Reinmuth și a fost numită după Larisa. 
Obiectul prezintă o orbită caracterizată de o semiaxă mare de 3,9321607 UAi, o excentricitate de 0,110225, o înclinație de 1,87469 ° în raport cu ecliptica.